# Bulletin (webbtidning)
Bulletin är en svensk webbtidning inriktad på nyheter och samhällsdebatt. Bulletin har en högerprofil och tidningens ledarsida betecknar sig sedan april 2021 som frihetligt konservativ.

## Starten
Bulletin startades av Tino Sanandaji, Pontus Tholin, Thomas Gür och Paulina Neuding. Den lanserades 22 december 2020 med ett startkapital på 8 miljoner kronor. Bland finansiärerna fanns bland andra Gustaf Rentzhog, vd för Söderberg & Partners, och IT-miljardären Kjell Arvidsson.
Inledningsvis betecknade webbtidningen sig som liberalkonservativ och dåvarande chefredaktören Paulina Neuding angav i samband med lanseringen att målet med Bulletin var att skapa en tidning i stil med The New York Times och The Wall Street Journal, med fokus på kvalitetsjournalistik och rekrytering av stjärnskribenter. Under lanseringsveckan fick webbsidan enligt egen uppgift 310 000 unika besökare, 3,9 miljoner kronor i intäkter och totalt 4 200 prenumeranter. Tidningen möttes dock av kritiska reaktioner. SVT:s Per Andersson skrev att Bulletin påminde om "en låtsastidning gjord av en skolklass" och DN:s Martin Jönsson talade om "amatörernas lekstuga".
På sikt avsåg tidningsledningen att Bulletin skulle finansieras genom läsarnas prenumerationer och en betalvägg samt på sikt även genom statligt mediestöd. I mars 2021 uppgav dåvarande chefredaktören Ivar Arpi att Bulletin hade cirka 9 000 betalande prenumeranter.

## Medarbetare
Bulletin värvade inför starten flera kända profiler med bakgrund inom borgerlig media och politik. Till chefredaktör utsågs Paulina Neuding, som hade en bakgrund som redaktör på Magasinet Neo samt webbtidningarna Kvartal och Quillette. Efter att Neuding lämnat posten i februari 2021 ersattes hon av Ivar Arpi, som året innan lämnat sin post som ledarskribent på Svenska Dagbladet för att arbeta som krönikör och poddansvarig på Bulletin.
Merparten av skribenterna som inledningsvis rekryterades till Bulletin hade en tydlig högerprofil. Den politiska redaktionen skulle ledas av Alice Teodorescu Måwe, som tidigare arbetat som politisk chefredaktör på Göteborgs-Posten och för Moderaterna. Som ledarskribenter rekryterades bland andra Per Gudmundson, som tidigare arbetat på Svenska Dagbladet och för Kristdemokraterna. Även förre folkpartiledaren Lars Leijonborg och den före detta riksdagsledamoten Mauricio Rojas värvades av webbtidningen som krönikörer. Kulturchefen Fredrik Ekelund/Marisol M och krönikören Nina Lekander beskrev sig som tillhörandes den politiska vänstern.
Efter Arpis avhopp (se nedan) värvade Bulletin den tidigare New York Times-medarbetaren Andrew Rosenthal som tillfällig chefredaktör, samt Pelle Zachrisson från Nyheter Idag som nyhetschef. I samband med detta ändrades den politiska beteckningen på ledarsidan från liberalkonservativ till frihetligt konservativ. Rosenthal, som inte talar svenska, beskrev sig i samband med värvningen som politiskt liberal och uppgav att han var intresserad av att motverka rasism och kämpa för invandrares rättigheter.
I september 2021 bytte Bulletin VD till Jannik Svensson, som tidigare fungerat som tidningens poddredaktör. Han efterträdde Robert Löfgren som fungerat som tidningens VD sedan mars 2021. Samma månad rekryterade tidningen kolumnisten Jan Sjunnesson, med bakgrund på bland annat Avpixlat, Nya Tider och Swebbtv.

## Inre strider, avhopp och konkurs
Bulletin fick en svår start med skandaler och interna bråk. I februari 2021 avslöjade Dagens Nyheter att Bulletin hade plagierat ett tjugotal artiklar från pressmeddelanden och andra nyhetsmedier. En serie kontroverser utbröt också kring huruvida Bulletin hade utgivningsbevis eller inte. Tryckfrihetsexperten Nils Funcke kritiserade tidningen för att ha förespeglat dess uppgiftslämnare och skribenter att de åtnjöt grundlagsskydd, trots att så inte var fallet.
Samtidigt plågades tidningen av interna konflikter, vilket ledde till att Paulina Neuding lämnade sin post som chefredaktör i februari 2021 och ersattes av Ivar Arpi. I mars samma år rapporterade flera medier om att det pågick en öppen strid mellan delar av Bulletins redaktionsledning och ägarna Sanandaji, Tarki och Tholin. Sanandaji gick till hårt offentligt angrepp mot redaktionen och en före detta medarbetare polisanmälde flera personer för förtal. I mitten av mars hoppade flera av webbtidningens mer välkända medarbetare av projektet, inklusive grundaren Thomas Gür, Alice Teodorescu, Susanna Birgersson, Fredrik Ekelund, Michael Economou samt chefredaktören Ivar Arpi, som även var ansvarig utgivare för tidningen. Tholin lämnade samtidigt VD-posten och ersattes av Robert Löfgren. Den 25 mars uppgav tidningen att Per Gudmundson skulle tillträda som ny ansvarig utgivare.
I november 2021 sålde grundaren Paulina Neuding alla sina aktier i Bulletin till tidningens opinionschef Dan Korn för en krona och avslutade därmed sitt ägarskap i webbtidningen. Följande månad polisanmälde både Sanandaji och Tholin varandra för olika typer av ekonomisk brottslighet. Sanandaji anklagade också Tholin för olaga dataintrång. Tholin hävdade i en intervju med Dagens Opinion att Bulletin vid det laget hade ett negativt kapital på 30 miljoner kronor och hade mottagit flera betalningsförelägganden. Sanandaji menade att Tholin for med osanning.
I april 2022 polisanmäldes Sanandaji av tidningens tidigare vd Jannik Svensson för utpressning, ofredande och för hot om våld. I samband med anmälan liknade Svensson webbtidningen vid en sekt. Jannik Svensson ansökte även om att Tino Sanandaji skulle åläggas kontaktförbud, vilket avslogs.
I februari 2022 försattes Bulletin i konkurs av Stockholms tingsrätt på grund av obetalda skulder. Enligt ett uttalande från grundaren Tino Sanandaji samma dag skulle tingsrättens beslut överklagas.

## Omstart
Kort efter konkursen så meddelade Bulletins konkursförvaltare att Tino Sanandaji köpt konkursboet, och den 14 mars meddelade den ansvarige utgivaren Per Gudmundson att han hoppar av projektet. Då utsågs tidigare krönikeredaktören Ofer Gralvik till tillförordnad ansvarig utgivare.
I april 2022 presenterades den nya fasta redaktionen, till ny chefredaktör utsågs Dan Korn, och redaktionschef blev Tomas Hedlund. Dan Korn var chefredaktör och ansvarig utgivare till våren 2025, då han ersattes av Pelle Zachrisson.

## Chefredaktörer
- Paulina Neuding (december 2020 – februari 2021)
- Ivar Arpi (februari 2021 – mars 2021)
- Andrew Rosenthal (april 2021–?)[[Diskussion:Bulletin (webbtidning)|[ifrågasatt uppgift]]]
- Dan Korn (mars 2022 – februari 2025)[47]
- Pelle Zackrisson (februari 2025 – )[47]

## Verkställande direktörer
- Pontus Tholin (december 2020 – mars 2021)
- Robert Löfgren (mars 2021 – september 2021)
- Jannik Svensson (september 2021 – februari 2022)[48]